# Love Song to the Earth
Love Song to the Earth (englisch für „Liebeslied an die Erde“) ist ein Lied der internationalen Umweltschutzorganisation Friends of the Earth und dessen gleichnamigen Musikprojekts Friends of the Earth. Es diente als Fundraising für Friends of the Earth und United Nations Foundation.

## Entstehung und Artwork
Geschrieben wurde das Lied von den beiden Mitinterpreten Natasha Bedingfield und Sean Paul sowie den Autoren Toby Gad und John Shanks. Die Letztgenannten Gad und Shanks zeichneten darüber hinaus für die Produktion verantwortlich. Als ausführender Produzent ist Jerry Cope an der Produktion beteiligt. Die Aufnahme erfolgte in den Henson Studios in Los Angeles.
Auf dem Frontcover der Single ist lediglich ein blauer Kreis, vor einem weißen Hintergrund, zu sehen. Im Kreis selbst befindet sich zentriert, auf vier Ebenen verteilt, der Liedtitel wieder.

## Veröffentlichung und Promotion
Die Erstveröffentlichung von Love Song to the Earth erfolgte als digitale Single am 4. September 2015 durch das Musiklabel Friends of the Earth. Diese erschien zunächst exklusiv zum Download auf iTunes. Eine Woche später erschien die Single schließlich weltweit zum Download und Streaming. Der Vertrieb des Liedes erfolgte durch United Nations Foundation, verlegt wurde es durch EMI Music Publishing.

## Hintergrund
Das Lied entstand im Vorfeld der UN-Klimakonferenz in Paris. In Zusammenarbeit mit Apple kommen alle Einnahmen der Umweltschutzorganisation Friends of the Earth und der Stiftung United Nations Foundation zugute. Koautor Toby Gad hatte die Hoffnung, dass dieses Lied ein breites Publikum erreiche und das Interesse für Klima- und Umweltpolitik steigere. Die Politiker bei der Klimakonferenz sollte das Lied emotional unterstützen, um ein sinnvolles Klimaabkommen zu beschließen. Bedingfield wiederum sagte, dass viele Leute die Augen schließen und denken würden, dass mit der Umwelt alles in Ordnung sei, und das Lied alle daran erinnern solle, dass wir uns um unsere Welt kümmern müssten. Die Künstler und Künstlerinnen wollten hiermit so über die Umwelt sprechen, dass die Menschen sich in der Lage fühlen, etwas zu tun, anstatt von Angst gelähmt zu werden. Die Künstler und Künstlerinnen unterstützten vor allem den Umweltschutz von UN-Generalsekretär Ban Ki-moon unterstützen.

„I hope this song will broaden the audience for this urgent message and give the politicians emotional support for meaningful climate agreement in Paris.“

„Many people turn a blind eye, arguing that everything is OK environmentally. The song reminds us that having ownership of our world means taking care of it. With this song we wanted to talk about the environment in a way that would help people feel empowered to do something rather than be paralyzed by fear.“

## Inhalt
Der Liedtext zu Love Song to the Earth ist in englischer Sprache verfasst und bedeutet ins Deutsche übersetzt so viel wie „Liebeslied an die Erde“. Die Musik und der Text wurden gemeinsam von Natasha Bedingfield, Toby Gad, Sean Paul und John Shanks geschrieben beziehungsweise komponiert. Musikalisch bewegt sich das Lied im Bereich der Popmusik, stilistisch im Bereich der Ballade und des Pop-Rocks. Das Tempo beträgt 140 Schläge pro Minute. Die Tonart ist fis-Moll. Inhaltlich ist Love Song to the Earth eine Aufforderung an die führenden Politiker der Welt, die Auswirkungen des Klimawandels zu begrenzen.
Aufgebaut ist das Lied auf drei Strophen, einem Refrain und einem Outro. Es beginnt mit der ersten Strophe, deren Hauptgesang von Colbie Caillat und Paul McCartney stammt. Auf die erste Strophe folgt zunächst der sogenannte „Pre Chorus“, ehe der eigentliche Refrain einsetzt, die beide überwiegend im Chor dargeboten werden. Der gleiche Vorgang wiederholt sich mit der zweiten Strophe, nur dass der Hauptgesang der Strophe von Natasha Bedingfield stammt. Auf den zweiten Refrain folgt die dritte Strophe, die alleine von Sean Paul gerappt wird. Es folgt der dritte Refrain, ehe das Lied mit dem Outro endet. Das Outro besteht aus der sich zweimal wiederholenden Zeile „It’s our world“ (englisch für „Es ist unsere Welt“) und der Abschlusszeile „Cause it’s our world“ (englisch für „Weil es unsere Welt ist“) endet. Neben den vier Leadsängern sind im Hintergrund die Stimmen von Kelsea Ballerini, Jon Bon Jovi, Sheryl Crow, Fergie, Christina Grimmie, Victoria Justice, Angélique Kidjo, Q’orianka Kilcher, Krewella, Leona Lewis, Johnny Rzeznik und Nicole Scherzinger zu hören.
| „This is a love song to the Earth. You’re no ordinary world. A diamond in the universe. Heaven’s poetry to us. Keep it safe, keep it safe, keep it safe. Cause it’s our world, it’s our world.“ – Refrain, Originalauszug | „Das ist ein Liebeslied an die Erde. Du bist keine gewöhnliche Welt. Ein Diamant im Universum. Die Poesie des Himmels für uns. Bewahre es sicher auf, bewahre es auf, bewahre es auf. Denn es ist unsere Welt, es ist unsere Welt.“ – Refrain, Übersetzung |

## Musikvideo
Bevor das reguläre Musikvideo seine Premiere feierte, veröffentlichte man ein Lyrikvideo, unter der Regie von Casey Culver und Jerry Cope, am 5. September 2015. Das offizielle Musikvideo zu Love Song to the Earth feierte schließlich am 23. Dezember 2015 seine Premiere auf der Videoplattform YouTube. Es zeigt zum einen verschiedene Naturimpressionen, zum anderen sieht man Natasha Bedingfield, Colbie Caillat, Q’orianka Kilcher, Paul McCartney und Sean Paul, die einzeln, jeder für sich, an verschiedenen naturräumlichen Schauplätzen das Lied singen. Auffallend bei allen Interpreten ist, dass diese komplett in Weiß gekleidet sind. Die Gesamtlänge des Videos beträgt 3:50 Minuten. Regie führte die US-amerikanische Regisseurin Trey Fanjoy. Bis August 2024 zählte das Musikvideo über 890 Tausend Aufrufe bei YouTube.

## Mitwirkende
Liedproduktion
- Kelsea Ballerini: Begleitgesang
- Natasha Bedingfield: Gesang, Komponist, Liedtexter
- Jon Bon Jovi: Begleitgesang
- Colbie Caillat: Gesang
- Jerry Cope: Ausführender Produzent
- Sheryl Crow: Begleitgesang
- Fergie: Begleitgesang
- Toby Gad: Komponist, Liedtexter, Musikproduzent
- Christina Grimmie: Begleitgesang
- Victoria Justice: Begleitgesang
- Angélique Kidjo: Begleitgesang
- Q’orianka Kilcher: Begleitgesang
- Krewella: Begleitgesang
- Leona Lewis: Begleitgesang
- Paul McCartney: Gesang
- Sean Paul: Komponist, Liedtexter, Rap
- Johnny Rzeznik: Begleitgesang
- Nicole Scherzinger: Begleitgesang
- John Shanks: Komponist, Liedtexter, Musikproduzent

Musikvideo
- Jimmy Cadenas: Farbkorrektur
- Kim Church: Visueller Effekt
- Gareth Cobran: Kameramann
- Chase Cope: Kameramann
- Jerry Cope: Filmproduzent
- Trey Fanjoy: Filmproduzent, Regisseur
- Adam Little: Filmeditor
- Josh Martinez: Filmherstellungsleitung
- Tim Moore: Visueller Effekt
- Michael Pescasio: Kameramann
- Mark Schmitt: Kameramann
- Louie Schwartzberg: Kinematographie
- Tonia Wallander: Visueller Effekt

Unternehmen
- EMI Music Publishing: Verlag
- Friends of the Earth: Musiklabel
- Henson Studios: Tonstudio
- United Nations Foundation: Vertrieb

## Rezensionen
Der Friedrich Verlag ist der Meinung, dass dieses „Liebeslied für die Erde“ sich gut dafür eigne, um Kindern über das Musizieren des Liedes die Form eines „Popsongs“ aufzuzeigen. Darüber hinaus mache es bewusst, dass Künstler sich mit ihren Mitteln auch immer wieder für aktuelle Themen einsetzen würden.

## Kommerzieller Erfolg
Die Single konnte keine großen kommerziellen Erfolge erlangen. In den Vereinigten Staaten verkaufte sich das Lied in der ersten Verkaufswoche über 11.000 Mal, wodurch der Sprung in die Billboard Hot 100 scheiterte. In Frankreich erreichte die Single eine Woche die Charts und platzierte sich dabei auf Rang 64.